# Plectris meridana
Plectris meridana är en skalbaggsart som beskrevs av Moser 1918. Plectris meridana ingår i släktet Plectris och familjen Melolonthidae. Inga underarter finns listade i Catalogue of Life.